# Elomoué
Les Elomoué (ɛlomwe) sont une ethnie de Côte d'Ivoire appartenant au groupe Akan, précisément des Baoulés, dont elle se détacha peu après 1730.